# SWR Fernsehen
SWR Fernsehen est une chaîne de télévision généraliste régionale allemande éditée par la Südwestrundfunk, organisme de droit public. Elle cible les populations du Bade-Wurtemberg et de Rhénanie-Palatinat.
Cette chaîne de format généraliste est un des neuf « Dritten Fernsehprogramme » (troisième programme de télévision) émettant dans les différents länder. De fait, en Allemagne, on désigne sous cet intitulé les chaînes de télévision régionales publiques, qui occupent systématiquement la troisième position dans leur land respectif.

## Histoire de la chaîne
SWR Fernsehen voit le jour le 5 avril 1969 sous le nom de Südwest 3, organisme public associant Süddeutscher Rundfunk (SDR), Südwestfunk (SWF) et Saarländischer Rundfunk (SR). En 1998, SDR et SWF fusionnent et la chaîne est rebaptisée Südwest Fernsehen, tandis que SR s'émancipe et lance sa propre chaîne de télévision régionale, SR Fernsehen. Le 30 avril 2012, SWR Fernsehen est également diffusée en HD-Simulcast au format 720p.

## Logos

Logo de Südwest 3 de sa création le 5 avril 1969 jusqu'aux années 1980
Logo de Südwest 3 de 1995 à 1998
Logo de Südwest Fernsehen de 2000 à 2006
Logo de SWR Fernsehen de 2006 à 2011
Logo de SWR Fernsehen de 2011 au 5 novembre 2014
Logo de SWR Fernsehen depuis le 6 novembre 2014
Logo depuis le 11 septembre 2023
Logo de SWR HD depuis [Quand ?]
Logo de SWR HD depuis le 30 avril 2012

## Slogans
- Depuis [Quand ?] : « Unser Drittes »
- Depuis [Quand ?] : « Am besten Südwesten »

## Organisation
Comme chacune de ces chaînes de télévision, SWR Fernsehen est associée au sein d'un organisme commun, ARD (Communauté de travail des établissements de radiodiffusion de droit public de la République Fédérale d’Allemagne), et une partie de ses programmes sert à alimenter la première chaîne de télévision allemande, Das Erste.

## Programmes
Cette chaîne est disponible en deux versions régionales, dont le contenu varie quelque peu. Ces deux versions articulent leur programmation autour d'un tronc commun représentant environ 70 % du temps d'antenne, le reste étant dévolu à des productions indépendantes. On trouve ainsi :
- SWR Fernsehen BW, qui cible le Bade-Wurtemberg.
- SWR Fernsehen RP, qui cible la Rhénanie-Palatinat.

La grille des programmes comprend des séries, des dessins animés, des émissions culturelles, des débats, des bulletins d'information et des reportages locaux et des variétés.

## Diffusion
SWR Fernsehen est diffusée sur le réseau hertzien en Bade-Wurtemberg et Rhénanie-Palatinat, mais également depuis le début des années 1990 en clair par satellite (analogique, puis numérique) ainsi que sur les différents réseaux câblés. La chaîne peut ainsi être reçue librement dans l'ensemble du pays, mais aussi dans une grande partie de l'Europe, via le système de satellites Astra.